# Terry Sylvester
Terry Sylvester (Allerton, 1947. január 8.) angol ritmusgitáros, aki 1969 és 1981 között a The Hollies tagja volt. Az együttes egyik legnépszerűbb zenésze volt.